# Варлаам Калабрійський
Варлаам Калабрійський або Варлаам з Семінари, у світі Бернардо Массарі (грец. Βαρλαάμ Καλαβρός; італ. Barlaam di Seminara, Barlaam Calabro, Bernardo Massari; 1290, Семінара — 1 червня 1348, Авіньйон) — візантійський філософ, богослов, астроном і математик, католицький єпископ міста Джераче. Був ініціатором і активним учасником богословсько-філософського руху у Візантії XIV століття, що виразилося в боротьбі двох партій — варлаамітів і паламітів.

## Життєпис

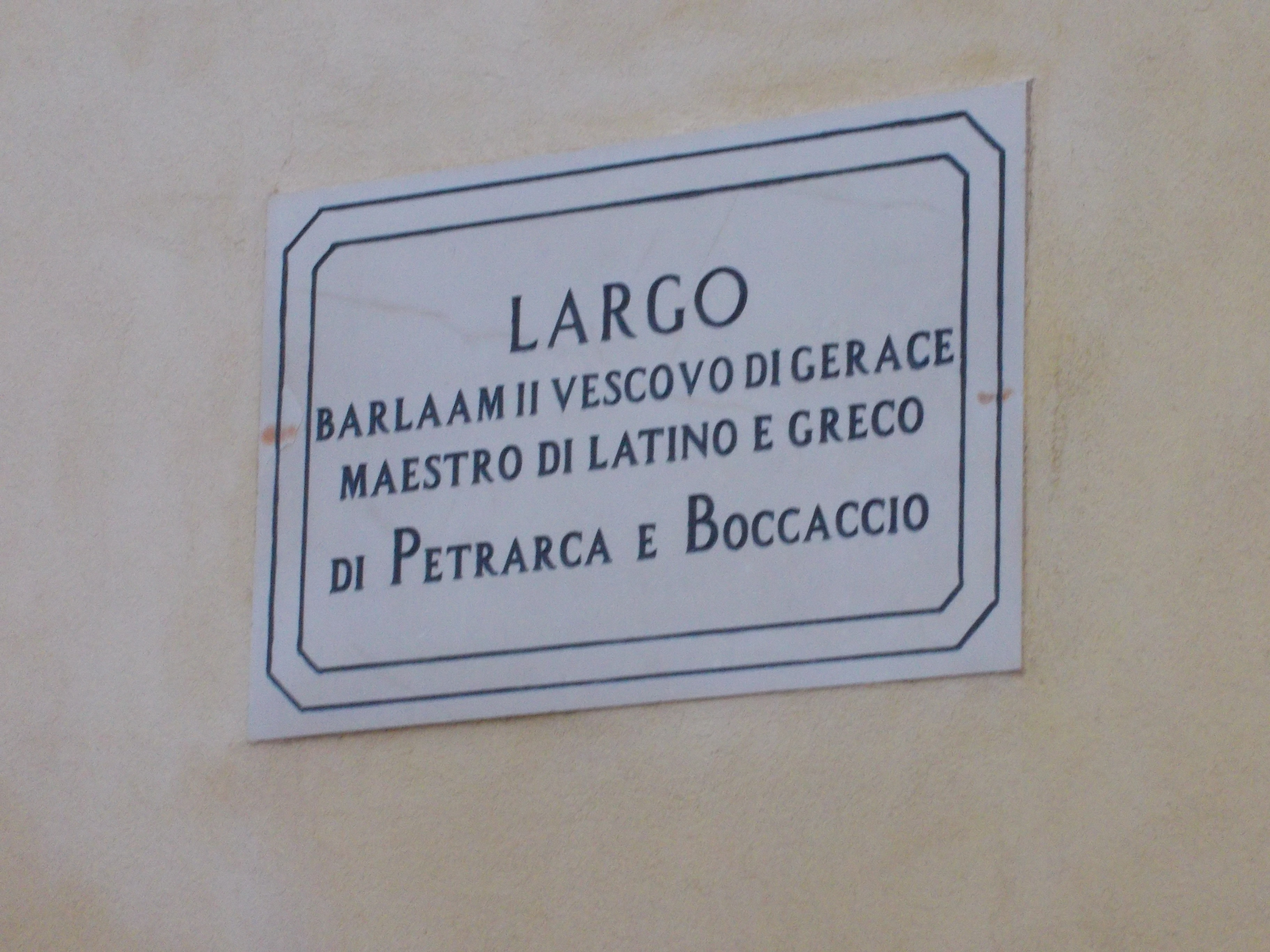
Епіграф у Джераче: «Варлаам ІІ єпископ Джераче вчитель латини і греки Петрарки і Бокаччо»

Народився близько 1290 року в м. Семінара, Калабрія, Південна Італія, в православній сім'ї, добре знав грецьку мову. За походженням — грек. Близько 1330 року переїхав до Константинополя, де незабаром увійшов у церковні і політичні кола; імператор Андронік III Палеолог надав йому посаду викладача в Константинопольському університеті. Пізніше став ігуменом монастиря Спасителя в Салоніках, і на нього були покладені дві конфіденційні місії від імені імператора. У 1333—1334 році Варлаам провів переговори про церковну унію з представниками папи Івана XXII. У 1339 році він був направлений до Папи Бенедикта XII в Авіньйон, щоб обговорити об'єднання церков, але зазнав невдачі. Однак тоді він познайомився з Петраркою, якому пізніше викладав грецьку мову.
В середині тридцятих років XIV ст. пожвавилися богословські дискусії між греками і латинянами. У ряді своїх антилатинських творів, спрямованих, зокрема, проти латинського вчення про походження Святого Духа і від Сина, Варлаам підкреслював, що Бог незбагненний і що судження про Бога неможливо довести. Тоді Григорій Палама написав аподиктичні слова проти латинської новизни, піддавши критиці богословський «агностицизм» Варлаама і його надмірну довіру авторитету язичницької філософії, що отримала пізніше назву ідеалізм: Варлаам був послідовником арістотелівської схоластики і філологом. Після цього розгорівся конфлікт між Варлаамом і Паламою; Варлаам звинуватив Паламу в єресі як захисника ісихазму. Однак два Софійських собори 1341 року і Влахернский собор 1351 р. засудили Варлаама.

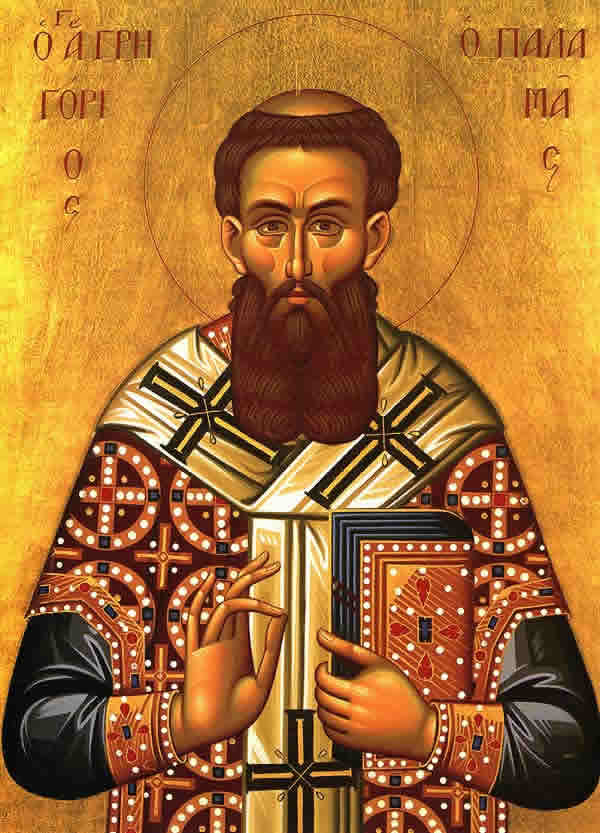
Святий Григорій Палама

10 червня 1341 спір про ісихазм пройшов на Соборі, який відбувся в Константинополі під головуванням імператора Андроніка; перш за все, через величезний вплив, що мав у Східній Церкві Псевдо-Діонісій Ареопагіт і його твори, Варлаам був засуджений і покаявся. Повернувся в Калабрію, де прийняв римо-католицтво. Став домашнім учителем грецької мови майбутнього великого поета гуманіста Франческо Петрарки, а пізніше отримав сан єпископа міста Джераче. В ході пізніших ісихастських спорів всі противники Палами отримали назву варлааміти, хоча вони зазвичай не виступали, на відміну від Варлаама, проти ісихастської практики, а перекручували і тлумачили її в дусі ідеалізму, проте так само, як Варлаам, були послідовниками язичницької філософії ідеалізму і противниками Христоцентричного гуманізму і матеріалізму святителя Палами.
Помер Варлаам 1 червня 1348 року.

## Творчість
Варлаам написав 21 трактат проти латинян (18 про походження Святого Духа і 3 про примат), з яких досі був виданий лише один твір (про примат). Більшість творів Варлаама проти ісихастів згідно з постановою Константинопольського собору 1341 року були знищені, серед іншого, був знищений Kata Massalianon. Велика частина збережених творів досі не опублікована. Католицькі трактати і листи Варлаама були видані латинською мовою в PG 151, 1255—1342, листи видав Дж. Шіро (G. Schirὸ) під назвою «Testi е Monumenti» (Палермо, 1954). Варлаам також є автором творів з астрономії (дати затемнень), арифметики, логіки, діалектики, музики і акустики та автором коментаря на другу книгу Евкліда.
Творчість Варлаама в цілому негативно оцінюють як в Церкві Сходу, так і Заходу. Прагнення до об'єднання двох церков було засновано на переконанні, що доктринальні розбіжності між Сходом і Заходом не є вирішенням проблеми, тому не повинні бути причиною поділу. У своїй полеміці більше вдавалися до філософської аргументації, ніж до авторитету Отців церкви.
Завдяки його контактам з Петраркою, якому викладав грецьку і Боккаччо, мав значний вплив на розвиток культури в Італії.